# East Stour River
Der East Stour River ist ein Wasserlauf in Kent, England. Er entsteht aus den Ash Wells am Nordrand von Postling. Er fließt zunächst in südlicher Richtung und unterquert die Autobahn M20 motorway westlich der Anschlussstelle Nr. 11, um sich dann in westlicher Richtung zu wenden. Sein Lauf ist von Mäandern gekennzeichnet. Er erreicht Ashford im Süden des Ortes und unterquert die A2042 road, um sich dann in nördlicher Richtung zu wenden. Er mündet in Ashford östlich des Bahnhofs Ashford International in den Great Stour.